# Калиновка (Васильковский район)
Кали́новка — посёлок в Фастовском районе Киевской области.

## История
Решением исполкома Киевского областного Совета депутатов трудящихся от 28 декабря 1957 года посёлок железнодорожной станции Васильков Первый Васильковского района отнесен к категории поселков городского типа, с присвоением ему наименования — Калиновка.
В январе 1989 года численность населения составляла 6227 человек.
На 1 января 2013 года численность населения составляла 5309 человек.

## Транспорт
В поселке находится железнодорожная станция Васильков-1.